# Курское (Костанайская область)
Курское (каз. Курск) — село в Фёдоровском районе Костанайской области Казахстана. Входит в состав Костряковского сельского округа. Код КАТО — 396847600.

## Население
В 1999 году население села составляло 286 человек (138 мужчин и 148 женщин). По данным переписи 2009 года, в селе проживали 242 человека (122 мужчины и 120 женщин). По данным переписи 2021 года, в селе проживал 181 человек (93 мужчины и 88 женщин).